# Delray Beach
Delray Beach város az Amerikai Egyesült Államok Florida államában, Palm Beach megyében. Lakosainak száma 66 846 fő (2020. április 1.).

## Közlekedés
A települést érinti az Amtrak egyik távolsági vasúti járata is, a Silver Meteor.

## Népesség
| Lakosok száma | 60 522 | 65 055 | 66 846 |
|               | 2010   | 2014   | 2020   |